# Dodge Monaco (1977–1978)
Der Dodge Monaco der Modelljahre 1977 bis 1978 war ein Fahrzeug der Mittelklasse von Dodge, einer Automarke des amerikanischen Chrysler-Konzerns. Es war der Nachfolger des Dodge Coronet. Wie sein baugleiches Pendant Plymouth Satellite (später Fury) basierte es auf  Chryslers B-Plattform. Diese Baureihe ist die vierte von insgesamt fünf Generationen der Dodge-Monaco-Familie und die letzte mit Hinterradantrieb.

## Entstehungsgeschichte
Im Zuge der Ölkrise war die Nachfrage nach großen, schweren Autos massiv eingebrochen. Der Chrysler-Konzern, der zu dieser Zeit wirtschaftlich bereits stark angeschlagen war, konnte die Entwicklung neuer, kleinerer Autos nicht so schnell vorantreiben wie der Markt es verlangte. Das betraf auch die Intermediate-Segment, in dem Dodge seit 1971 mit dem Coronet vertreten war, einem konservativen, einfachen Auto, dessen Technik auf die 1960er-Jahre zurückging. Um dem technisch und stilistisch veralteten Coronet noch einen Imageschub zu geben, übertrug Dodge 1977 die Modellbezeichnung Monaco, die bis dahin für Full-Size-Cars verwendet worden war, auf die Intermediate-Reihe, sodass der (weitgehend unveränderte) Coronet nun als Monaco verkauft wurde. Der bisherige große Monaco wurde im Zuge dieses Badge-Shifting in Royal Monaco umbenannt. Schwestermodell dieser Dodge-Monaco-Generation war der Plymouth Fury, bei dem es sich seinerseits um einen umbenannten Plymouth Satellite handelte. Nachdem auch Dodge die Modellbezeichnungen neu geordnet hatte, hieß der bisherige große Dodge Monaco ab 1977 Royal Monaco und wurde ein Jahr später durch den neuen Dodge St. Regis ersetzt.

## Modellbeschreibung

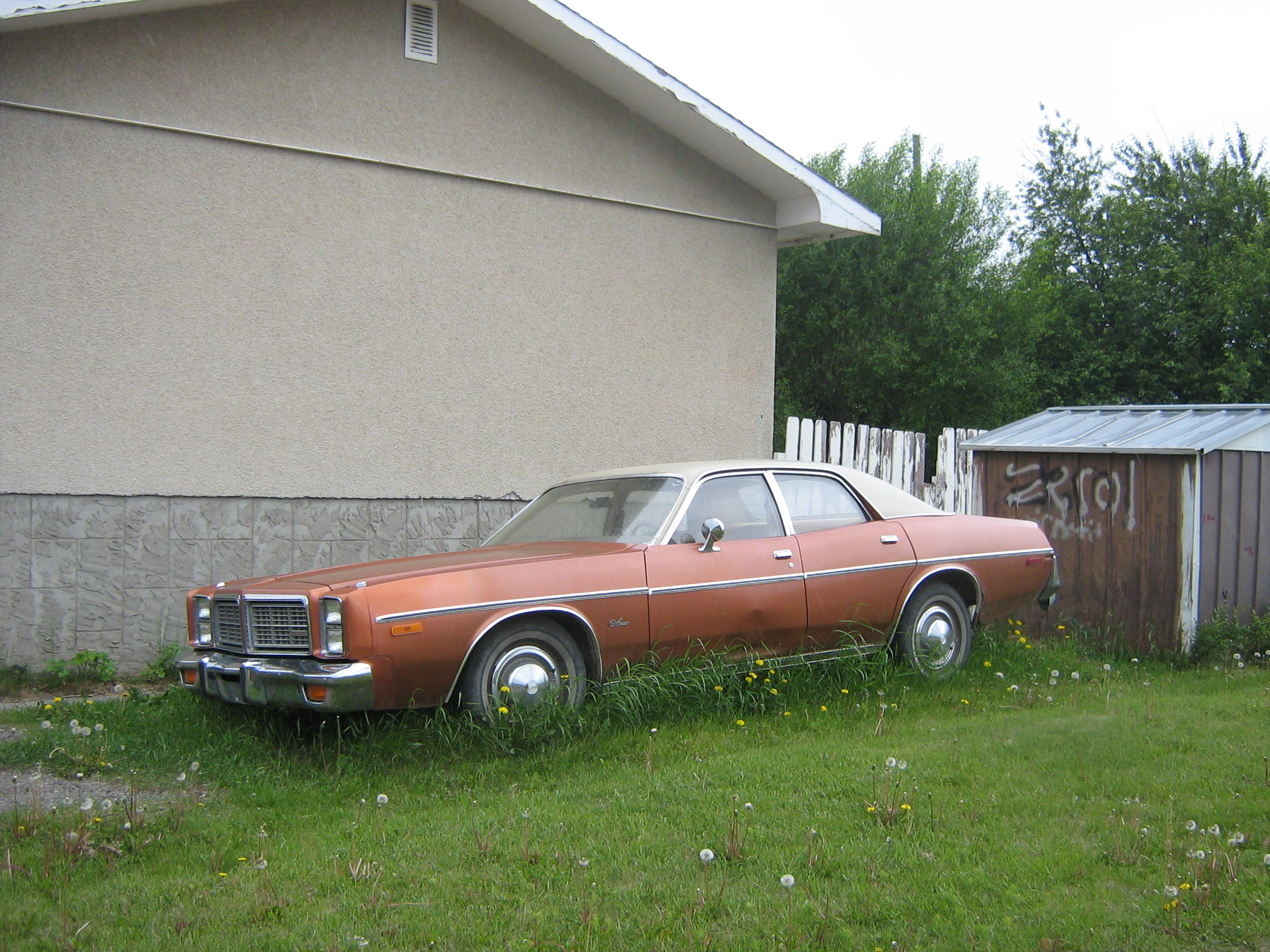
Dodge Monaco (1977)

Im Angebot des 1977er Monaco standen Coupés, viertürige Limousinen und Kombis. Wie zuvor saß das Coupé auf einem kürzeren Radstand (292 cm) als die übrigen Modelle (298,5 cm). 
Das Karosseriedesign entsprach dem des bisherigen Coronet. Lediglich die Frontmaske war im Zuge der Umbenennung des Modells neu gestaltet worden: Nunmehr hatte der Monaco übereinander angeordnete rechteckige Doppelscheinwerfer. 
Das Motorenprogramm umfasste den Slant Six-3,7-l-Sechszylinder (hier mit Doppelvergaser) sowie V8-Maschinen von 5210 cm³, 5898 cm³ (360 cui), 6556 cm³ (400 cui) und 7210 cm³ (440 cui) Hubraum.
Nachdem der Royal Monaco nach nur einem Produktionsjahr eingestellt worden war, avancierte der Monaco 1978 zum größten Modell im Dodge-Programm. Wie im Vorjahr gab es den Basis-Monaco, den Monaco Brougham und einen Monaco Crestwood genannten Kombi mit Luxusausstattung. Mit dem Ende des Modelljahres 1978 wurde der Monaco ersatzlos gestrichen.

## Produktion
In den beiden Jahren, in denen er angeboten wurde, verkaufte Dodge vom „kleinen“ Monaco insgesamt gut 105.000 Stück. Sein Nachfolger wurde der Dodge Diplomat, der auf der M-Plattform basierte und bis 1989 im Programm blieb.